# Arzu Toker

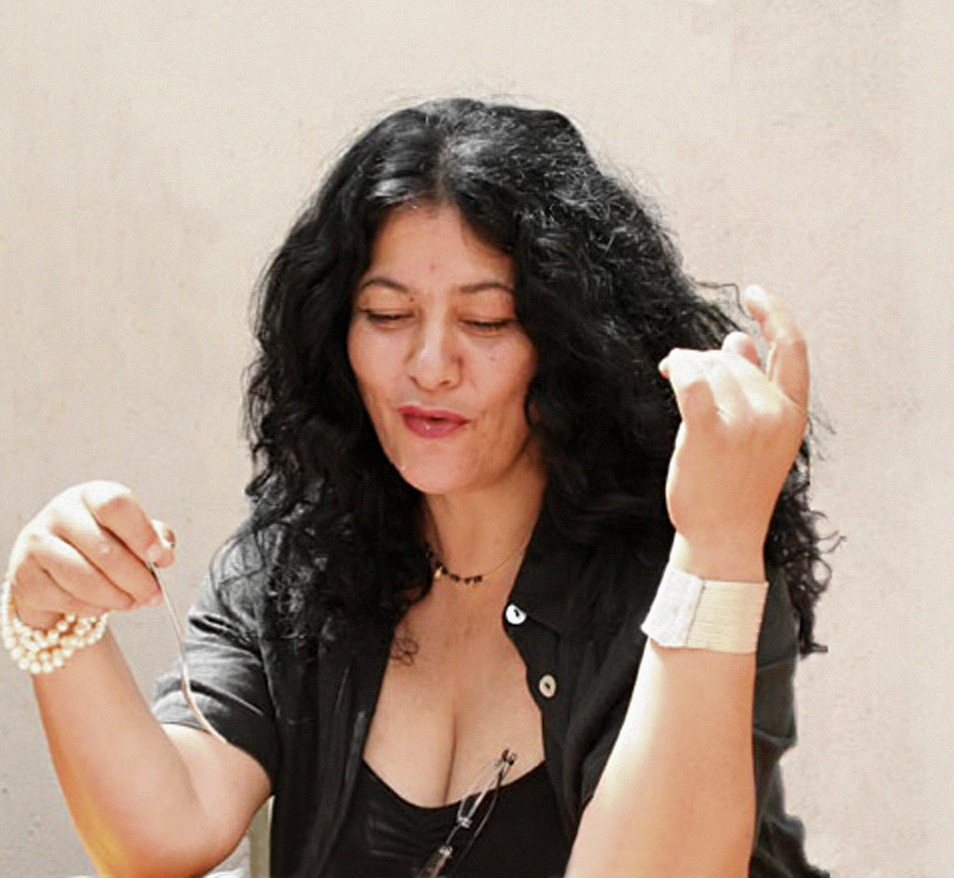
Arzu Toker in 2008

Arzu Toker (Halfeti (Turkije), 1952) is een Duitstalige schrijfster, journaliste, publiciste en vertaalster van Turkse komaf, die sinds 1974 in Duitsland woont.
Begin 2007 behoorde zij samen met onder meer Mina Ahadi tot de oprichters van de Zentralrat der Ex-Muslime, een Duitse vereniging die de belangenbehartiging van afvallige moslims tot doel heeft. Toker meent dat de islam onmenselijk, in strijd met de Duitse Grondwet en zowel misogynisch als misandrisch is: volgens haar worden mannen in de islam "gedegradeerd tot fokmachines". Ze waarschuwt ervoor dat in veel Nederlandse steden vrouwencentra en kinderopvang in handen van islamisten zijn. Door deze islamitische verzuiling toe te staan is Nederland volgens Toker te tolerant. Voor haar staat de islam voor onderdrukking en moet dat gezegd kunnen worden, waarbij zij Ayaan Hirsi Ali als hun voorbeeld noemde.

## Recente werken
- Kein Schritt zurück ('Geen stap terug'), Alibri, Aschaffenburg, 2014, 157 p. ISBN 978-3-86569-166-8